# San Francisco Call

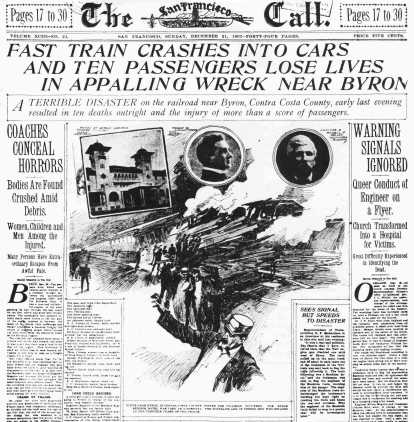
Voorpagina van de Call op 21 december 1902.

De San Francisco Call was een Amerikaans dagblad dat in San Francisco (Californië) verdeeld werd.

## Geschiedenis
Tussen 1856 en 1895 heette de krant The Morning Call. Toen John D. Spreckels, een belangrijke Californische ondernemer, de krant opkocht, werd ze hernoemd naar San Francisco Call. In 1863 en 1864 werkte de later beroemde schrijver Mark Twain voor de krant. In 1913 kocht M. H. de Young, de eigenaar van de San Francisco Chronicle, de Call, maar hij verkocht ze meteen door aan krantenmagnaat William Randolph Hearst. Hearst zette er redacteur Fremont Older op. In december 1913 voegde Hearst de Call samen met de Evening Post, waarna de krant verderging als The San Francisco Call & Post. In 1929 fuseerde het dagblad met de San Francisco Bulletin; de nieuwe naam werd San Francisco Call-Bulletin. De volgende fusie kwam er in 1959, toen de San Francisco News bij de krant werd gevoegd, resulterend in de News-Call Bulletin. Zes jaar later hield het dagblad op met bestaan; het werd op haar beurt gefuseerd met The San Francisco Examiner. Dat dagblad bestaat nog steeds, zij het sinds 2003 als een gratis krant.